# ОШ „Свети Сава” Бајина Башта
ОШ „Свети Сава” Бајина Башта настала је поделом ОШ „Рајак Павићевић”, због великог прилива новоуписаних ученика. По изградњи нове школске зграде, друга основна школа у Бајиној Башти почела је самостално да функционише од 1. јануара 1990. године. Од 22. јануара 1991. године Друга основна школа носи име ОШ „Свети Сава”.

## Историјат
Идеја о настанку друге основне школе у Бајиној Башти потекла је 1979. године од стране дитектора основне школе „Рајак Павићевић” Владете Читаковића. Нови простор био је потребан за извођење наставе, тако да је Хидроелектрана финансирала израду идејног пројекта нове школске зграде. Следеће године потписан је уговор са Енергопројектом, а коначно решење усвојено је 1981. године. Да би се сакупио потребан новац за градњу нове школске зграде 1982. године расписан је месни самодопринос у износу од 1% прихода у трајању од пет и по година. На изјашњавању 98% грађана је прихватило овакав предлог. Након овога 1983. године састављен је Одбор за изградњу на челу са директором Основне школе „Рајак Павићевић“, Стевано Дабићем. Одбор је спровео лицитацију за избор извођача радова 1984. године и посао је тада добила ООУР „Изградња” из Бајине Баште.
Радови на изградњи зграде започели су 26. јула 1984. године, а свечано отварање блока „Б” обављено је 12. октобра 1985. године, а затим су у ове просторије пресељена одељења првих разреда основне школе. Довршетак изградње нове зграде трајао је до априла 1991. године када је у рад пуштен и блок „Ц” и после чега је остало да се уради само још просторије за физичко васпитање и још неке учионице предвиђене за четврту фазу изградње, што је касније и урађено.

## Положај
Школа је издвојена од градске буке на око 500 метара, а од главног асфалтног пута око 50-60 метара. Окружује је: зелени уређени простор, обрађено пољопривредно земљиште Земљорадничке задруге и приватни посед, затим простор Дечијег вртића „Невен“ /двориште/ и котларница на чврсто гориво. Укупна површина школског дворишта је 13.100m². Недалеко од школе се налази Спортско-туристички центар и две средње школе.

## ИО Перућац
У оквиру школе постоји и издвојено одељење у Перућцу, смештено у једној згради, који се састоји из старог дела саграђеног 1934. године, са 2 учионице, кухиње, ходника, санитарног чвора и двособног службеног стана и новог дела са 6 учионица, наставничком канцеларијом, оставом и ходником, саграђеним је 1961. године. За наставу од првог до четвртог разреда користе се две учионице које су реновиране.

## Награде и признања
Школа је проглашена за најуређенију школу у Златиборском округу и међу шест најуређенијих школа у Србији и 2002. године на Светосавској академији, одржаној у Београду добила признање од Владе РС и Министарства за постигнуте резултате и допринос у развоју просвете.